# Rozaliya Nasretdinova
Rozáliya Jaidiarovna Nasretdínova –en ruso, Розалия Хайдяровна Насретдинова– (Moscú, 10 de febrero de 1997) es una deportista rusa que compite en natación, especialista en el estilo libre.
Ganó cuatro medallas en el Campeonato Mundial de Natación en Piscina Corta entre los años 2014 y 2018, y ocho medallas en el Campeonato Europeo de Natación en Piscina Corta entre los años 2012 y 2021.

## Palmarés internacional
| Campeonato Mundial en Piscina Corta | Campeonato Mundial en Piscina Corta | Campeonato Mundial en Piscina Corta | Campeonato Mundial en Piscina Corta |
| Año                                 | Lugar                               | Medalla                             | Prueba                              |
| ----------------------------------- | ----------------------------------- | ----------------------------------- | ----------------------------------- |
| 2014                                | Doha (Catar)                        | Medalla de plata                    | 4 × 50 m libre mixto                |
| 2016                                | Windsor (Canadá)                    | Medalla de oro                      | 4 × 50 m libre mixto                |
| 2018                                | Hangzhou (China)                    | Medalla de bronce                   | 4 × 50 m libre mixto                |
| 2018                                | Hangzhou (China)                    | Medalla de bronce                   | 4 × 50 m estilos mixto              |
| Campeonato Europeo en Piscina Corta |                                     |                                     |                                     |
| Año                                 | Lugar                               | Medalla                             | Prueba                              |
| 2012                                | Chartres (Francia)                  | Medalla de plata                    | 4 × 50 m libre mixto                |
| 2013                                | Herning (Dinamarca)                 | Medalla de oro                      | 4 × 50 m libre mixto                |
| 2013                                | Herning (Dinamarca)                 | Medalla de bronce                   | 4 × 50 m libre                      |
| 2015                                | Netanya (Israel)                    | Medalla de plata                    | 4 × 50 m libre mixto                |
| 2015                                | Netanya (Israel)                    | Medalla de plata                    | 4 × 50 m estilos mixto              |
| 2015                                | Netanya (Israel)                    | Medalla de bronce                   | 4 × 50 m libre                      |
| 2017                                | Copenhague (Dinamarca)              | Medalla de plata                    | 4 × 50 m libre mixto                |
| 2021                                | Kazán (Rusia)                       | Medalla de oro                      | 4 × 50 m libre                      |